# 三沢海軍航空隊
三沢海軍航空隊（みさわかいぐんこうくうたい、三沢空）は、日本海軍の部隊の一つ。陸上攻撃機の実戦部隊として開かれ、大東亜戦争末期を除く期間に最前線で爆撃・攻撃・偵察行動に従事した。1942年（昭和17年）11月1日には第七〇五海軍航空隊（だい705かいぐんこうくうたい、705空）と改称している。1944年（昭和19年）9月1日に予科練教育部隊として二代三沢海軍航空隊（二代三沢空）が設置されている。

## 沿革
三沢海軍航空隊（三沢空）は、陸上攻撃機部隊の増強を図るために、④計画に盛り込まれた4個航空隊の一つとして木更津飛行場で開隊した。中国戦線での実戦経験者を核とした他の陸攻部隊よりも新兵率が高く、開隊は太平洋戦争の開戦に間に合わなかった。南方攻略が一段落した昭和17年夏からの第二段侵攻作戦の中核部隊と目され、ミッドウェー島占領の暁には、同島に進出してハワイ方面への先遣部隊となる予定であった。しかしミッドウェー作戦の失敗とガダルカナル島の奪還作戦により、ラバウル航空隊の中核となった。部隊名にある三沢飛行場はもちろんのこと、昭和17年7月のサイパン島進出より昭和19年10月の解散まで、一度も本土に帰還することなく激戦に従事した。

### ラバウル進出まで
1942年（昭和17年）
- 2月10日 - 木更津飛行場で開隊、大湊警備府附属で北方部隊に編入。

三沢飛行場には進出せず、木更津で訓練に従事。
- 4月1日 - 第11航空艦隊第26航空戦隊に編入、定数陸攻27機。
- 4月18日 - ドーリットル空襲勃発、陸攻12機で機動部隊を捜索。
- 6月6日 - ミッドウェー作戦のため、先遣隊9機ウェーク島進出。

4日に作戦は失敗しており、ミッドウェー進出を断念。先遣隊は反攻に備え哨戒に従事。
- 7月10日 - サイパン島進出下令、27日までに全機進出。

サイパン進出は、将来的なラバウル進出を念頭に置いたものだった。安全な内南洋を利用して、先発陸攻隊で実施されていた洋上航行の習熟を目指した。しかし、8月7日に連合軍はツラギ島に奇襲上陸し、守備隊と横浜海軍航空隊を玉砕させた。ソロモン諸島への反攻を予見した大本営は、急遽三沢空をラバウルに派遣することにした。

### ラバウル
1942年（昭和17年）
- 8月8日 - 先遣隊9機ラバウル到着。当日よりツラギ爆撃に出動。
- 8月20日 - ラバウル空襲、2機地上撃破。
- 8月29日 - 6機でガダルカナル島初空襲。以後、敵陣地爆撃に従事。
- 9月7日 - ポートモレスビー初空襲。
- 9月9日 - ガダルカナル島行き敵輸送船団を爆撃。以後、対艦爆撃を追加。
- 9月12日 - 川口支隊の総攻撃を支援。
- 10月9日 - 第17軍の上陸を支援。
- 10月13日 - 金剛・榛名のヘンダーソン飛行場砲撃を支援。
- 10月25日 - 第17軍の総攻撃を支援。
- 11月1日 - 「第七〇五海軍航空隊」（705空）に改称。
- 11月5日 - 鼠輸送開始、防空哨戒に従事。
- 12月1日 - 第707海軍航空隊解隊、要員を編入。

1943年（昭和18年）
- 1月21日 - ケ号作戦（ガダルカナル島撤退）開始。防空哨戒に従事。
- 1月30日 - レンネル島沖海戦勃発、第701海軍航空隊と共同で対艦攻撃。
- 4月7日 - 「い号作戦」発動。ソロモン方面（X攻撃）には参加せず、ニューギニア方面（Y攻撃）準備。
- 4月12日 - Y攻撃実施。12日・14日の2日間でモレスビー港・ラビ飛行場を爆撃。
- 4月18日 - 「海軍甲事件」勃発。山本五十六連合艦隊司令長官戦死、宇垣纏同参謀長重傷。[1]

5月以降、一部部隊をテニアンに撤退させ、再編した後にラバウルへ派遣する形で、705空のラバウル駐留は継続された。残存部隊は第751海軍航空隊に混じって散発的なソロモン諸島・ニューギニア方面の対地爆撃に参加している。昭和18年8月頃より、マーシャル諸島方面への米軍侵入が頻発するようになったため、内南洋に展開する第755海軍航空隊を援護すべく、705空にテニアンへの撤退が命じられた。

### 内南洋
1943年（昭和18年）
- 9月1日 - 第25航空戦隊に転籍。本隊のテニアン撤退、別働隊のクエゼリン環礁ルオット飛行場進出を下令。
- 9月4日 - 先遣隊18機ラバウル発、翌日ルオット着。マーシャル諸島周辺の哨戒に従事。
- 9月24日 - 本隊のテニアン撤退完了。
- 10月4日 - ルオット隊、テニアンに撤退。

705空のマーシャル展開は空振りに終わった。一方、イギリス東洋艦隊の活動が活発化したため、手薄となったインド洋方面の長距離哨戒を担う陸攻隊が必要となった。そこで、再編中の705空が派遣されることとなった。705空がスマトラ島に去って一月後、マーシャル諸島方面の反攻は本格化し、755空は壊滅的な被害を受けることになる。

### インド洋・前期
1943年（昭和18年）
- 10月15日 - 第13航空艦隊第28海軍航空隊に編入。
- 11月5日 - 先発隊12機、スマトラ島パダン飛行場に進出。

27日までに全48機進出、パダンを拠点にサバン島飛行場・ジョクジャカルタ飛行場に派遣隊を展開。
- 12月5日 - 「竜一号作戦」決行。陸軍飛行第98戦隊と共同でカルカッタを爆撃。

1944年（昭和19年）
- 1月20日 - 「サ号作戦」（インド洋通商破壊）発令、準備に入る。
- 2月27日 - トラック島空襲に鑑み、パラオ諸島ペリリュー島に進出。サ号作戦は他の部隊で決行。

ペリリュー進出はわずか1週間で解除され、705空は再びスマトラへ戻ることとなった。しかし、大規模な編成の変更のため、進出前と進出後では、まったく違う部隊に変貌した。従来の陸攻隊は、マーシャルで壊滅した755空の再編に転用されることになり、755空攻撃第706飛行隊に改編され、ペリリューへの残存が決定した。代わりにコタラジャに駐留する艦上攻撃機24機を705空に編入することとなった。この艦攻隊は最新の天山ではなく九七式艦上攻撃機である。陸攻から艦攻への変更と定数の半減も加わり、705空の戦力は一挙に低下した。

### インド洋・後期
1944年（昭和19年）
- 3月4日 - 南西方面艦隊附属に転籍、定数艦上攻撃機24・実働12機。
- 3月19日 - 船便でペリリューに向かった地上要員、サバンに帰還。
- 4月19日 - コタラジャ空襲。訓練未了者の撤退を検討。
- 6月上旬 - あ号作戦」発動にともない、パラオに進出。
- 6月30日 - 「あ号作戦」中止、原隊復帰。艦攻4・戦闘機3に激減。
- 7月25日 - 戦闘機隊で機動部隊索敵。発見するが艦攻隊は薄暮攻撃に失敗。
- 10月1日 - 解隊。

弱体化した705空では、かつての竜作戦やサ号作戦のような大規模行動も取れず、戦力外となって解散した。残存要員はそのままスマトラの基地要員として終戦まで自活した。

## 主力機種
- 一式陸上攻撃機…755空編入までの主力機。
- 九七式艦上攻撃機…755空編入以後の主力機。

末期には、1機ではあるが天山が配当され、零式艦上戦闘機も若干加えられている。

## 歴代司令
- 菅原正雄 中佐：1942年2月10日[2] -
- 小西成三 大佐：1942年12月10日 -
- 不詳：1943年7月15日 -
- 篠田太郎八 大佐：1944年5月24日 - 1944年10月1日解隊

## 二代三沢海軍航空隊
1944年（昭和19年）
- 9月1日 - 開隊。第19練習連合航空隊隷下。土浦海軍航空隊（土浦空）より甲飛14期前期450名転入。
- 11月 - 甲飛14期後期の一部、土浦空より転入。

1945年（昭和20年）
- 3月1日 - 19連空解散。大湊警備府附属に転籍。甲飛第14期の一部、土浦空より転入。
- 6月1日 - 予科練教育凍結。
- 6月30日 - 解隊。

予科練課程を卒業できたのは14期前期のみだったが、配属されるべき初歩練習航空隊も訓練を停止していたため、後期生の指導に宛てられた。6月に予科練課程が凍結されると、7月24日に実行予定だった呉鎮守府第101特別陸戦隊と第七〇六海軍航空隊（706空）によるマリアナ諸島飛行場強襲作戦（剣作戦）要員として一部が呉101特に編入された。また、7月1日に開隊され、15日に三沢へ移転した橘花実働部隊である第724海軍航空隊（724空）にも一部が引き抜かれた。剣作戦は、7月14日の三沢空襲によって706空の搭乗機が壊滅したことから延期され、724空も訓練未了のうちに終戦を迎えたため、両部隊は実戦を迎えることなく解散した。

### 主力機種
教育訓練部隊のため、航空機の配属はない。

### 歴代司令
- 肥後武雄（昭和19年9月1日－）

## 戦後の三沢飛行場

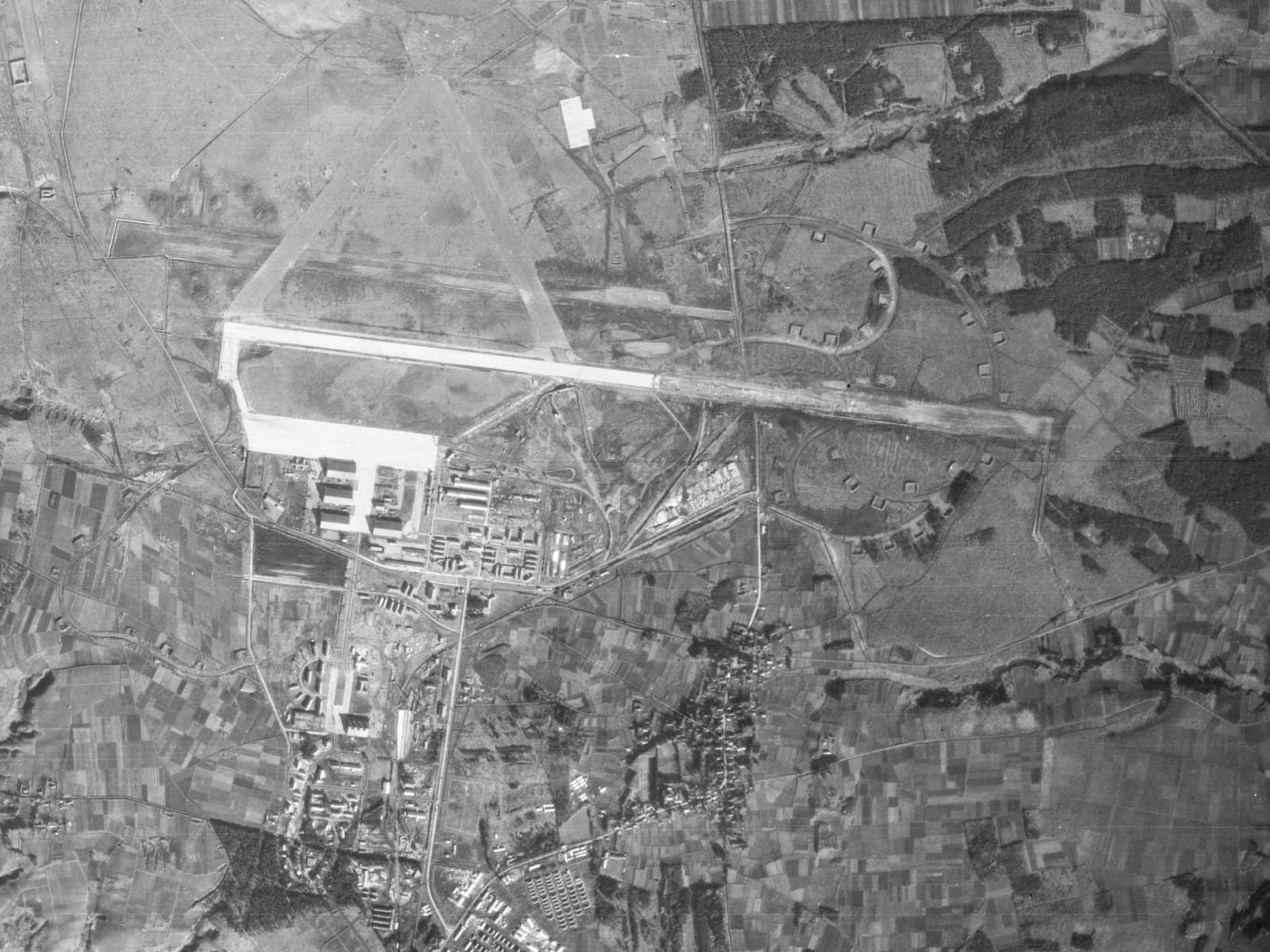
三沢飛行場の空中写真（1947年）

初代三沢空が一度も進出する機会がなかった三沢飛行場は、米軍の進駐を経て、そのまま米軍が活用している。アラスカより太平洋を横断してきた米軍機が初めに着陸できるのが三沢であるため、冷戦後も重要な中継飛行場として機能強化が図られている。昭和32年には航空自衛隊北部航空方面隊司令部が設置され、北方防衛の要衝となっている。さらに、それに先んじて昭和27年には民間航空機も発着を始めた。ベトナム戦争期間の昭和40年に民間航空は排除されたが、昭和50年から復帰している。この三者が輻輳することから、米軍は三沢飛行場の拡張を要求している。